# Migrațiile indo-europene

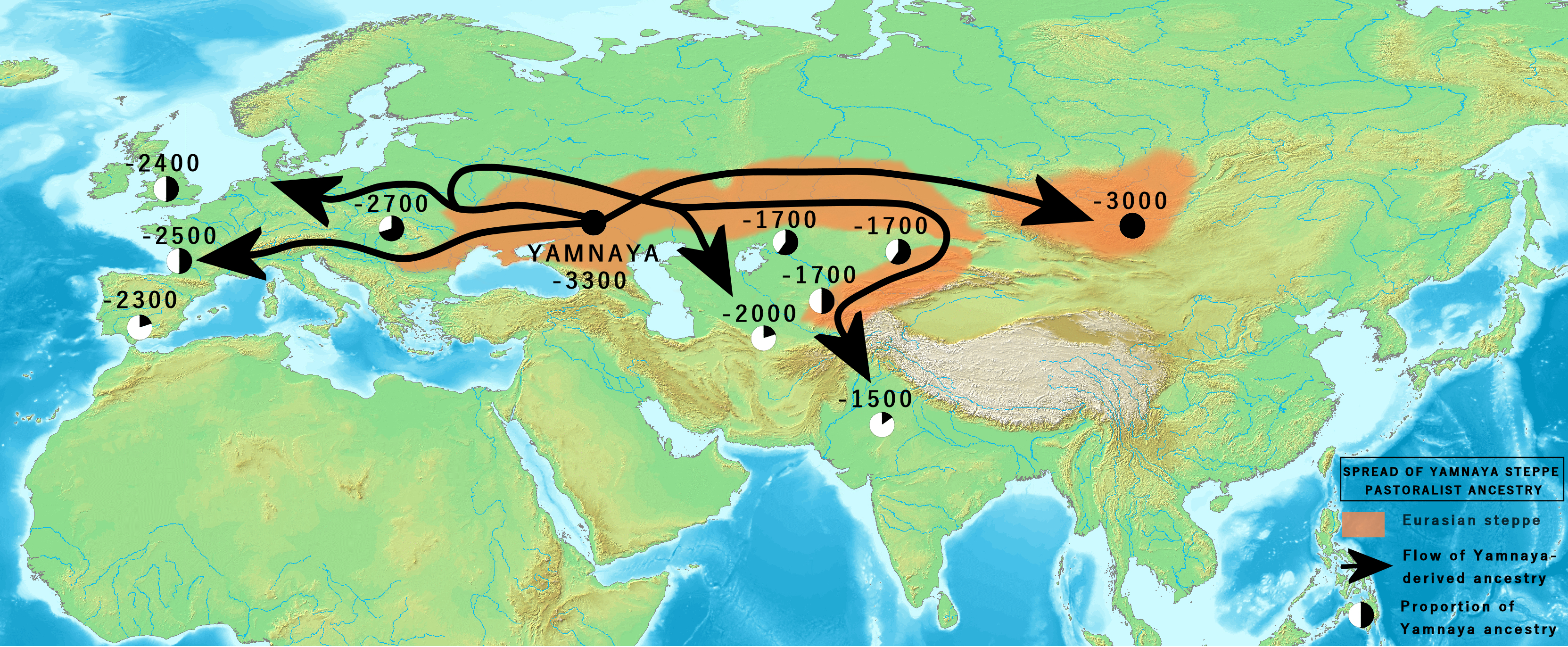
Migrațiile timpurii ale indo-europenilor

Migrațiile popoarelor indo-europene au fost deplasările popoarelor vorbitoare a limbii protoindo-europene în Europa, Asia Centrală și de Sud. Acest proces a fost unul de lungă durată (cca. 4000 - 1000 î.Cr.) și care s-a produs în mai multe valuri. Există mai multe teorii privitoare la ruta urmată de indo-europeni, dezbaterea fiind strâns legată de locația patriei indo-europene. Cea mai probabilă locație a acesteia este porțiunea stepei euroasiatice dintre Nipru și Volga, la nord de Munții Caucaz. 
Popoarele indo-europene vor migra înspre răsărit și apus. În Europa, indo-europenii vor pătrunde în spațiul extracarpatic, în zona Moldovei, unde vor intra în contact cu cultura eneolitică Cucuteni, și în Dobrogea, unde vor da naștere culturii Cernavodă. Aceștia vor înainta spre Muntenia și Oltenia, intrând în contact cu cultura Gumelnița. Indo-europenii vor aduce cu ei un pachet de tehnologii și tradiții noi, precum obiceiurile funerare, evidențiate prin ridicarea tumulilor, movile funerare, specifice culturii Iamnaia. Migrațiile indo-europene au contribuit la declinul culturilor eneolitice din Europa, iar interacțiune dintre populațiile locale eneolitice și grupurile migratoare va conduce la apariția noilor culturi din Epoca Bronzului.